# 프랑스 혁명 전쟁의 해전
프랑스 혁명 전쟁의 해전은 1792년부터 1801년까지 프랑스 혁명 전쟁 기간 동안 발발했던 해전, 나포 및 선박 간 적대적 교우를 모두 포함하여 총칭하는 표현이다. 프랑스 해군이 1792년 12월 21일 사르데냐섬을 침공하여 첫 해전이 발발한 이후 프랑스 및 동맹국과 대프랑스 동맹군의 함대는 세계 각지에서 충돌했다. 1801년 8월 19일 마헤 해전을 끝으로 양측의 해전은 더 이상 발생하지 않았지만, 양측은 이후에도 상륙작전이나 포위전 등에 해군 부대를 동원했다. 
프랑스 해군에 맞서 싸운 대프랑스 동맹의 해군은 대체로 영국 해군이었다. 1792년부터 1796년까지 사르데냐 왕국, 네덜란드 공화국, 포르투갈 왕국, 스페인, 그리고 이탈리아 각국이 함대를 파견해 프랑스 해군에 맞서 싸웠다. 1794년 5월 영국 해군은 대서양에서 일련의 작전을 펼처 프랑스 해군을 격파했다. 하지만 1795년 바젤 조약을 통해 스페인이 대프랑스 동맹에서 빠져 나오고, 헤이그 조약을 통해 네덜란드가 프랑스와 별도로 조약을 맺고, 1796년 신성 로마 제국이 프랑스와 캄포포르미오 조약을 체결하여 전쟁에서 이탈하면서 프랑스 제1공화국이 유럽의 강국으로 성장하게 되었다. 열악한 상황에도 불구하고 영국 해군은 1794년부터 1796년까지 프랑스 해군을 여러 차례 격파하면서 제해권의 균형을 맞추었다. 1798년 나일 해전에서 영국 해군이 프랑스 해군에게 대승을 거둔 이후 제2차 대프랑스 동맹 각국은 프랑스의 점령지를 견제하기 위해 해군을 파견했고, 1800년까지 지중해 각지에서는 대프랑스 동맹의 해군과 프랑스 해군 사이에 산발적인 교전이 벌어졌다. 
유럽의 식민지 지역을 둘러싼 해전이 발생하기도 했다. 이는 프랑스 혁명 전쟁에 참전한 각국은 아시아와의 교역으로 어느 정도 경제를 유지하고 있었고, 각국 정부는 무역 거점을 탈취하거나 무역로를 끊는 방식으로 적국에 타격을 입히려고 했기 때문이었다. 이에 따라 카리브해 및 서인도제도 일대에서는 스페인 해군과 영국 해군 사이의 해전이 자주 발발했고, 동인도 지역에서는 네덜란드-프랑스 해군과 영국 해군 간 교전이 발발했다. 1796년 프랑스 정부가 피에르 케사르 샤를 드 세시 부제독의 인도양 편대를 동인도에 파견했을 때 영국 해군은 위기를 맞았다. 그러나 1797년 상비센트곶 해전에서 스페인 해군을 격파한 이후 스페인의 해전 능력이 약화됨에 따라 영국 해군은 기타 지역에 집중할 수 있었고, 마닐라와 마카오에서의 작전이 실패로 돌아감에 따라 프랑스 해군은 본국으로 귀환할 수밖에 없었다. 이 외에도 유사전쟁이나 아이티 혁명에서도 여러 차례 해전이 발생했다.
1802년 아미앵 조약이 체결됨에 따라 모든 프랑스 혁명 전쟁의 적대 관계는 종식되었다. 이 해전과 뒤이은 나폴레옹 전쟁 당시의 해전을 통해 영국은 세계의 바다에 대한 제해권을 확보하였고 대영제국이 세계 제국으로 발돋움할 계기를 마련했다. 한편 이 전쟁을 통해 각국 해군은 새로운 기술을 습득했다. 